# Hans-Joachim Appell
Hans-Joachim Appell Coriolano (* 1952 in Berlin) ist ein deutscher Sportmediziner und Hochschullehrer.

## Leben
Nach dem 1971 in Berlin bestandenen Abitur studierte Appell in Köln bis 1975 Sport und Latein sowie Medizin in Köln und Aachen. 1977 wurde an der Deutschen Sporthochschule Köln (DSHS) seine Doktorarbeit zum Thema „Zur Faserzusammensetzung und Kapillarversorgung besonders beanspruchter Muskeln: Untersuchungen am 'roten' M. semitendinosus des Kaninchens (Lepus cuniculus) sowie dem M. gastrocnemius und M. tibialis ant. der japanischen Tanzmaus (Mus Wagneri Rotans)“ angenommen. 1982 wurde er mit der Carl-Diem-Plakette ausgezeichnet.
Von 1978 bis 1983 war er an der DSHS als wissenschaftlicher Assistent tätig, 1981 schloss er seine Habilitation (Titel: „Anabolika und muskuläre Systeme: elektronenmikroskopische Untersuchungen zur Wirkung anaboler Steroide auf Myocard und glatte Muskulatur“) ab. Von 1983 bis 1995 war Appell erst Akademischer Rat, dann Akademischer Oberrat, 1986 wurde er zum außerplanmäßigen Professor ernannt. Ab 1995 arbeitete er im Rang eines Akademischen Direktors. Zwischen 1993 und 2002 fungierte er als Dekan des Fachbereichs II an der DSHS, ab 1987 gehörte er dem Senat der Sporthochschule an und war von 2002 bis 2007 dessen Vorsitzender. Ab 1991 war Appell zudem Vorsitzender des Diplom-Prüfungsausschusses.
Appell befasste sich in der Forschung insbesondere mit Themen, die die Muskulatur betreffen, darunter die Muskelatrophie, der Einfluss von sympathikomimetischen Substanzen auf die Skelettmuskulatur, sowie Mechanismen und Grenzen des Muskelwachstums. Des Weiteren beschäftigte er sich mit trainingswissenschaftlichen Aspekten und Anatomie. Zusammen mit Christiane Stang-Voß veröffentlichte er das Buch „Funktionelle Anatomie: Grundlagen sportlicher Leistung und Bewegung“ und 1992 gemeinsam mit Gert-Peter Brüggemann „Erfassen und Messen sportlicher Leistung“.
Für seine Verdienste um die Partnerschaft zwischen der Deutschen Sporthochschule Köln und der Universidade do Porto wurde ihm 2006 von der Portoer Universität die Ehrendoktorwürde verliehen. 2018 ging er in den Ruhestand. Seine Vorlesungen im Fach Anatomie seien legendär gewesen, hieß es in der Hochschulzeitung der DSHS anlässlich seines Abschieds, versehen mit der Beschreibung „Wissensvermittlung kabarettistisch verpackt“. 2018 wurde ihm die Bronzemedaille der Deutschen Sporthochschule verliehen.